# Slăbiciune
Slăbiciune este o operă literară scrisă de Ion Luca Caragiale. 